# Sigelwara Land
«Sigelwara Land» es un ensayo en dos partes del escritor británico J. R. R. Tolkien, publicado en la revista Medium Aevum en los números de diciembre de 1932 y junio de 1934. Trata sobre la etimología de la palabra que en inglés antiguo designaba a los etíopes, Sigelhearwan. Tolkien concluyó que, mientras que el significado del primer elemento era evidentemente sigel- («Sol»), el significado del segundo elemento -hearwan no era recuperable: 

A symbol [...] of that large part of ancient English language and lore which has now vanished beyond recall, swa hit no wære.
Un símbolo [...] de la gran parte del antiguo idioma y conocimiento ingleses que se han desvanecido más allá de toda posibilidad de recuperación, swa hit no wære.

## Contexto

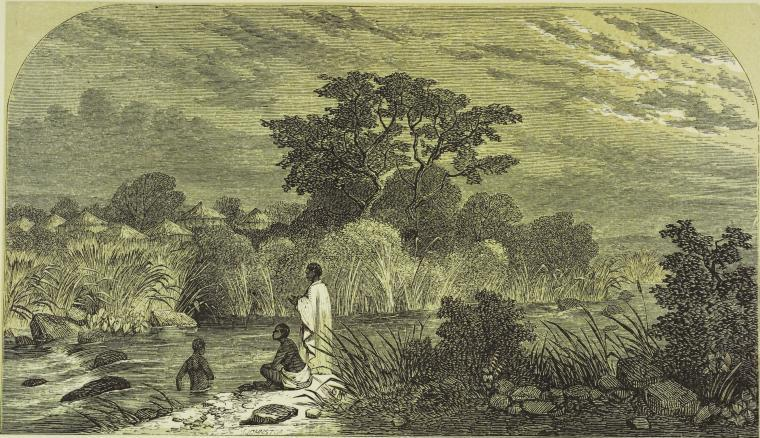
La aldea de Balankab, en Etiopía. Del libro de H. A. Stern, Wanderings Among the Falashas in Abyssinia (Londres, 1862).

La frase Sigelwara land («Tierra de Etiopía») aparece en el códice «Junius 11», una traducción libre al anglosajón del Libro del Éxodo:

...be suðan Sigelwara land, forbærned burhhleoðu, brune leode, hatum heofoncolum.
...más al sur se encuentra la tierra de Etiopía, resecas colinas y una raza oscurecida por el calor del sol.

## Contenido del ensayo
La tesis principal de la argumentación de Tolkien en este artículo en dos partes parece ser que Sigelwara era una corrupción de Sigelhearwa, y que había adquirido un significado diferente en su segunda forma que el que tenía originalmente. Empieza señalando que los textos más antiguos presentan a los etíopes a una luz muy positiva, pero que por el tiempo en el que se les nombra como «sigelwarans» la percepción se había tornado al contrario. No especula por qué, pero en su lugar demuestra una clara relación entre Sigelwara y Sigelhearwa y muestra como el descubrimiento del significado original de la palabra Sigelhearwa resulta tan imposible que de intentarlo debe hacerse «por la diversión de la caza más que por la esperanza de cobrar la pieza al final».
La palabra sigel resulta para Tolkien, en realidad, la fusión de dos palabras: la femenina sigel (la palabra ancestral anglosajona para «Sol»), y la neutra sigle o sygle (que significa en anglosajón «joya» o «gargantilla», tomada del latín sigilla).
Para hearwa sugiere conexiones con diversas palabras:
- del gótico con hauri («carbón»);
- del nórdico antiguo con hyr-r («fuego»); y
- del inglés antiguo con:
  - heorþ («tostar»); o
  - heorð («corazón»).

Tolkien concluye con incertidumbre que en los Sigelhearwan podríamos estar mirando «más a los hijos de Muspel que a los de Cam», una antigua clase de demonios «con ardientes ojos rojos que emiten chispas y caras negras como la carbonilla», el equivalente anglosajón a los nórdicos gigantes de fuego regidos por Surtr, que habían sido olvidados antes incluso de la composición del Éxodo.

## Influencias en la ficción tolkieniana

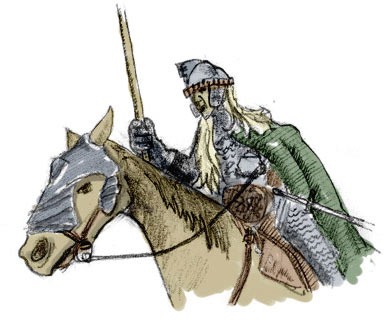
Un caballero de los rohirrim, la cultura ficticia cuya lengua Tolkien representó mediante el idioma anglosajón.

El misterioso elemento -hearwan, adaptado a la fonología del inglés moderno podría haber sido la inspiración para algunos topónimos ficticios de El Señor de los Anillos, relacionados con la cultura rohir, como Dunharrow o Underharrow, dos localidades de Rohan. Sin embargo -harrow podría tener el significado menos misterioso de «lugar de sacrificio», como la palabra del mismo origen hörgr (nórdico antiguo) o hearg (anglosajón).[cita requerida]
También se ha señalado la similitud entre la descripción dada por Tolkien en este ensayo de los sigelwarans desde la filología como negros gigantes de fuego con los ojos ardientes con el balrog, el monstruo de fuego que combate con Gandalf sobre el puente de Khazad-dûm.